# Wallingford (Vermont)
Wallingford – miasto w Stanach Zjednoczonych, w stanie Vermont, w hrabstwie Rutland.